# Stània
Stània (en rus: Станья) és un poble (un possiólok) de l'óblast d'Astracan, a Rússia, segons el cens del 2013 tenia 258 habitants.